# Čtvrtá ruka
Čtvrtá ruka (v originále The Fourth Hand) je román amerického spisovatele Johna Irvinga, vydaný v roce 2001 v USA. Z anglického originálu ho do češtiny přeložil Ivan Ryčovský.
Celý děj se točí okolo amerického zpravodaje, kterému se stane v Indii vážná nehoda. V přímém přenosu mu lev ukousne levou ruku. S nadějí čeká, že mu bude umožněna transplantace. Jistá žena mu nabízí končetinu svého manžela, má to jeden háček – její muž je živý a plný elánu.